# Edouard Kokoïty
Edouard Kokoïty (parfois orthographié Kokoyty, Kokoiti, Kokoïev), né le 31 octobre 1964 à Tskhinvali, est, du 18 décembre 2001 au 10 décembre 2011, président de l'Ossétie du Sud, un État de facto indépendant (mais reconnu uniquement par la Russie et le Nicaragua et quelques micro-États) ayant fait sécession de la Géorgie.

## Biographie
Né en 1964 à Tskhinvali, alors chef-lieu de l'oblast autonome d'Ossétie du Sud au sein de la RRS de Géorgie, Kokoïty est diplômé de l'école secondaire numéro 5 de sa ville natale en 1980 et devient champion de lutte libre de la Géorgie. De 1983 à 1985, il effectue son service militaire à Koursk. En 1987, il est diplômé de l'Institut pédagogique d'Ossétie du Sud. De 1988 à 1989, il est secrétaire puis de 1989 à 1992, premier secrétaire du comité du Komsomol (l'Union des Jeunesses communistes) pour la ville de Tskhinvali. Il s'installe à Moscou en 1992, où il devient homme d'affaires, pendant que l'Ossétie du Sud fait sécession de la Géorgie, lors d'une courte mais brutale guerre civile. De 1997 à 1999, il dirige la représentation économique sud-ossète à Moscou puis il retourne en Ossétie du Sud en 2001.
Candidat à l'élection présidentielle de 2001, il est crédité de 45 % des votes au premier tour le 18 novembre contre 24 % pour Stanislav Kotchiev et 21 % pour le président sortant Lioudvig Tchibirov. Il remporte le second tour le 6 décembre en obtenant 53 % des votes (contre 40 % pour Stanislav Kotchiev) ; il prend ses fonctions le 18 décembre à l'âge de trente-huit ans.
La victoire d'Edouard Kokoïty est inattendue ; elle est due en grande partie au soutien du clan Tedeïev, une des familles les plus puissantes d'Ossétie du Sud qui ont organisé et financé sa campagne présidentielle. Il obtient un soutien important d'Albert Tedeïev (dit « Dik ») et de son frère Jamboulat Tedeïev, ancien champion du monde de lutte et entraîneur de l'équipe de nationale russe de ce sport. Le clan Tedeïev avait précédemment soutenu Lioudvig Tchibirov mais leur soutien avait cessé quand celui-ci avait tenté de s'opposer à eux. Après l'élection de Kokoïty, les membres du clan Tedeïev prennent les rênes du service des douanes et ceux de la circulation du fret sur l'autoroute transcaucasienne. En plus d'être un lien financier important entre l'Ossétie du Sud et la Russie, l'autoroute est un canal important pour le vol, le trafic d'armes et de drogue. Une grande partie des ressources du gouvernement d'Ossétie du Sud provient des revenus de l'autoroute.
En juillet 2003, Kokoïty se retourne contre les Tedeïev : il démet Albert Tedeïev de ses fonctions de secrétaire du conseil de sécurité et ordonne à leur milice privée de rendre les armes. Selon Kokoïty, le secrétaire du conseil de sécurité ainsi que les chefs de la Défense et de la Sécurité étaient liés à des criminels. Cette affaire provoque des fusillades à Tskhinvali qui ne causent pas, officiellement, de victimes. 
Kokoïty s'oppose fermement à toute tentative de réunification avec la Géorgie, bien qu'il ait exprimé une volonté de négocier un accord de paix fondé sur la reconnaissance de l'Ossétie du Sud comme État indépendant (condition rejetée par le gouvernement géorgien). Après un épisode diplomatique tendu avec les autorités centrales géorgiennes en juillet 2004, Kokoïty a déclaré : « La Géorgie veut la guerre, mais nous sommes prêts à nous défendre.»
En 2011, ayant accompli deux mandats, il ne peut plus se présenter à l'élection présidentielle de novembre. mais celle-ci est annulée et une nouvelle élection est prévue pour le 25 mars 2012. Kokoïty doit demeurer président jusqu'à l'installation de son successeur, mais face aux manifestations d'opposants, il annonce sa démission le 10 décembre 2011. Le lendemain, le Premier ministre Vadim Brovtsev lui succède à tire intérimaire.
Il est marié et père de trois fils.

## Sources
- Article du Caucaz Europenews du 4 janvier 2005
- Notice biographique sur le site des indépendantistes ossètes cominf.org
- Biographie sur lenta.ru